# 長野県道34号長野菅平線
長野県道34号長野菅平線（ながのけんどう34ごう ながのすがだいらせん）は、長野県長野市の市街地から上田市の菅平高原に至る県道（主要地方道）である。

## 概要
長野市と菅平高原とを、若穂保科を経て結ぶ路線である。
長野市街地の西縁を走る国道19号（県庁通り）交点（岡田町交差点）を起点とし、長野市街地を東に進む。長野市のメインストリートである中央通り交点（かるかや山前交差点）から長野大通り交点（南千歳町交差点）までの区間は錦町通り（1903年（明治36年）開通）と呼ばれており、沿道にはブティックなどが軒を連ねる。この区間は駐車監視員活動の重点路線となっている（長野中央警察署管轄）。
長野大通りを越えると、車の流れは長野駅東口方面へと続く4車線のアンダーパス（都市計画道路山王栗田線）へと向かうが、本路線はその側道である終日一方通行（東行き）の街路へと進む。長野都市ガスのガスタンクを眺めつつ、長野県内初のガードといわれる七瀬ガードでしなの鉄道北しなの線をくぐる。七瀬ガードを過ぎると、1.5車線の狭さで七瀬商店街を抜ける。この区間は時間帯により一方通行（東行き）となる。
七瀬商店街より先は2車線路となり稲葉・大豆島の住宅街を通り抜けていく。この区間は歩道が断続的にしかない割に大型車の通行が多いことから、歩道の整備が徐々に進められている。また緩やかにS字カーブを描く線形となっているため、ほぼ一直線の道路に改良することが都市計画決定されている。
五輪大橋有料道路を過ぎると、落合橋で千曲川・犀川をひとまたぎにする。落合橋より先は若穂保科の山間を保科川に沿って進む。保科温泉を過ぎるといよいよ道は険しくなり、1.5車線幅となって長野・上田市境に至る。
長野・上田市境は、冬期通行止（後述）・通年大型車通行止となる難所である。

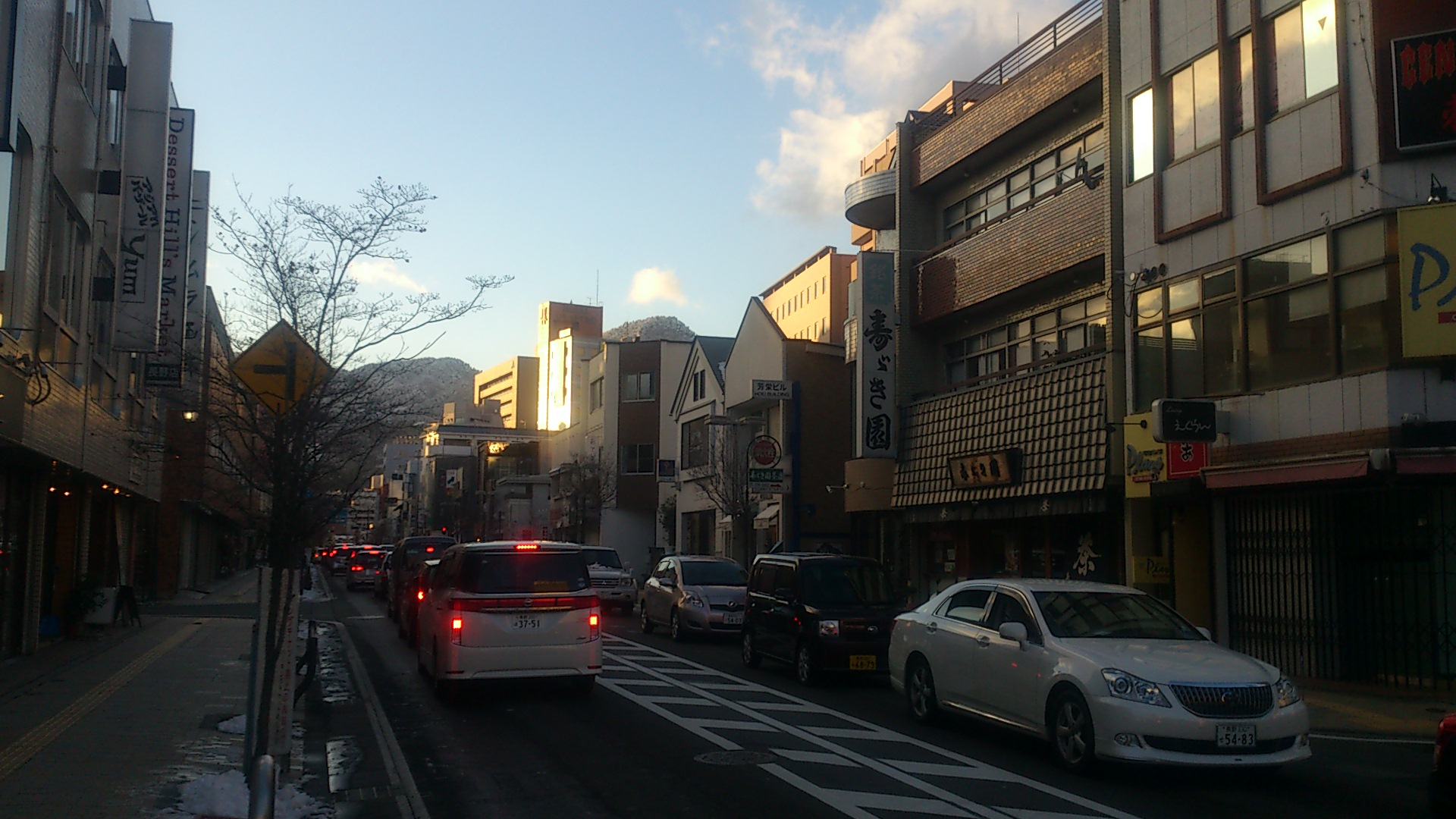
長野市街地を横断する錦町通り（長野市南千歳一丁目）。ながの東急百貨店に向かう車などで渋滞する。
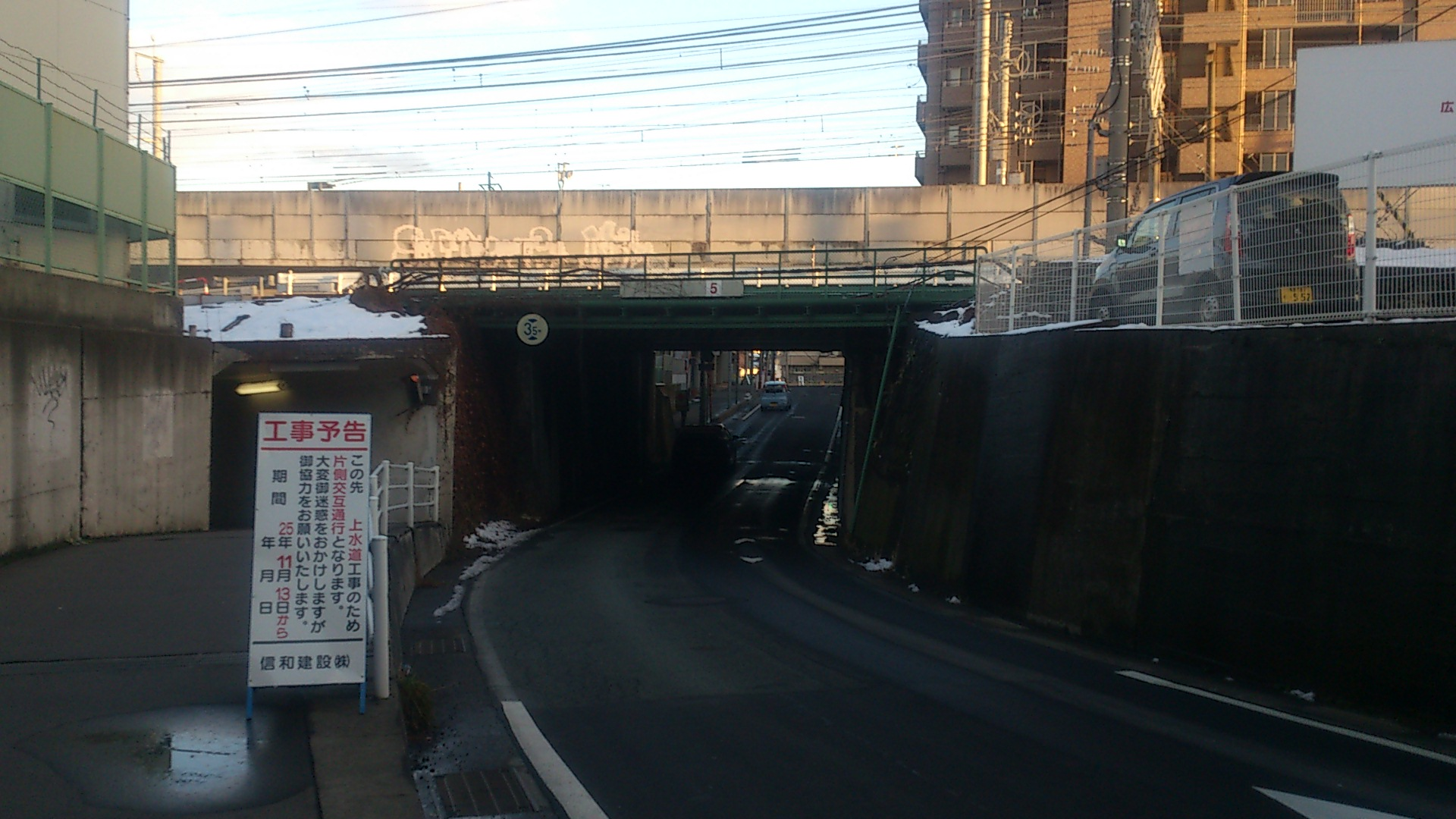
県下初のガードといわれる七瀬ガード（長野市緑町）でしなの鉄道北しなの線を潜る
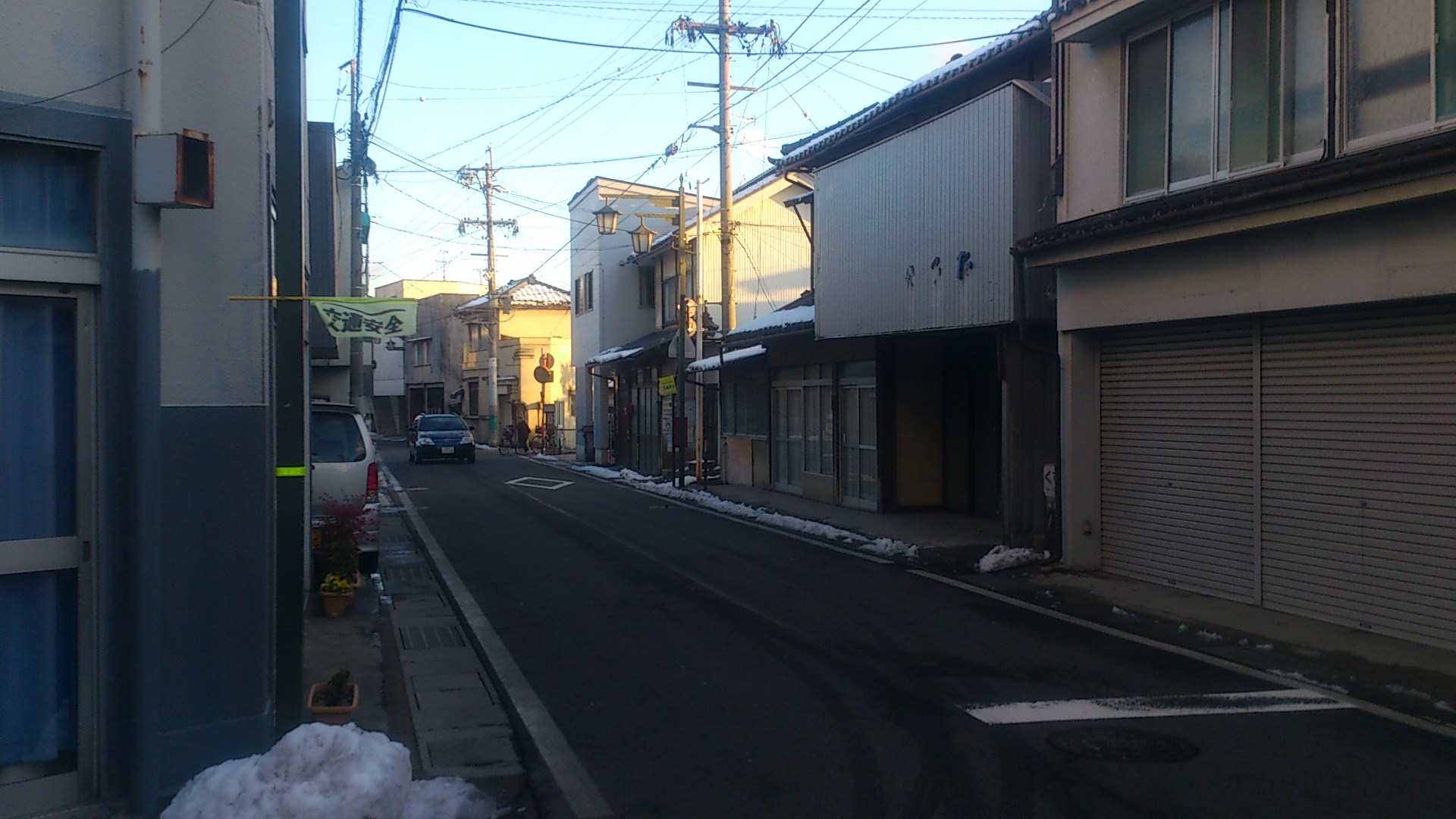
古くから大豆島方面への街道として栄えた七瀬通り（長野市七瀬）。主要地方道としては狭隘であり、朝夕は一方通行となる。

### 路線データ
- 路線認定[1][2]
  - 起点：長野市
  - 終点：上田市真田町
  - 重要な経過地：なし
- 道路の区域[3]
  - 起点：長野市大字中御所字岡田67番の11地先（岡田町交差点＝国道19号交点）
  - 終点：上田市真田町菅平高原菅平1226番の4地先（菅平交差点＝国道406号交点）
  - 実延長：23.8104 km
- 道路法第7条第1項該当号：4号[4]

## 歴史

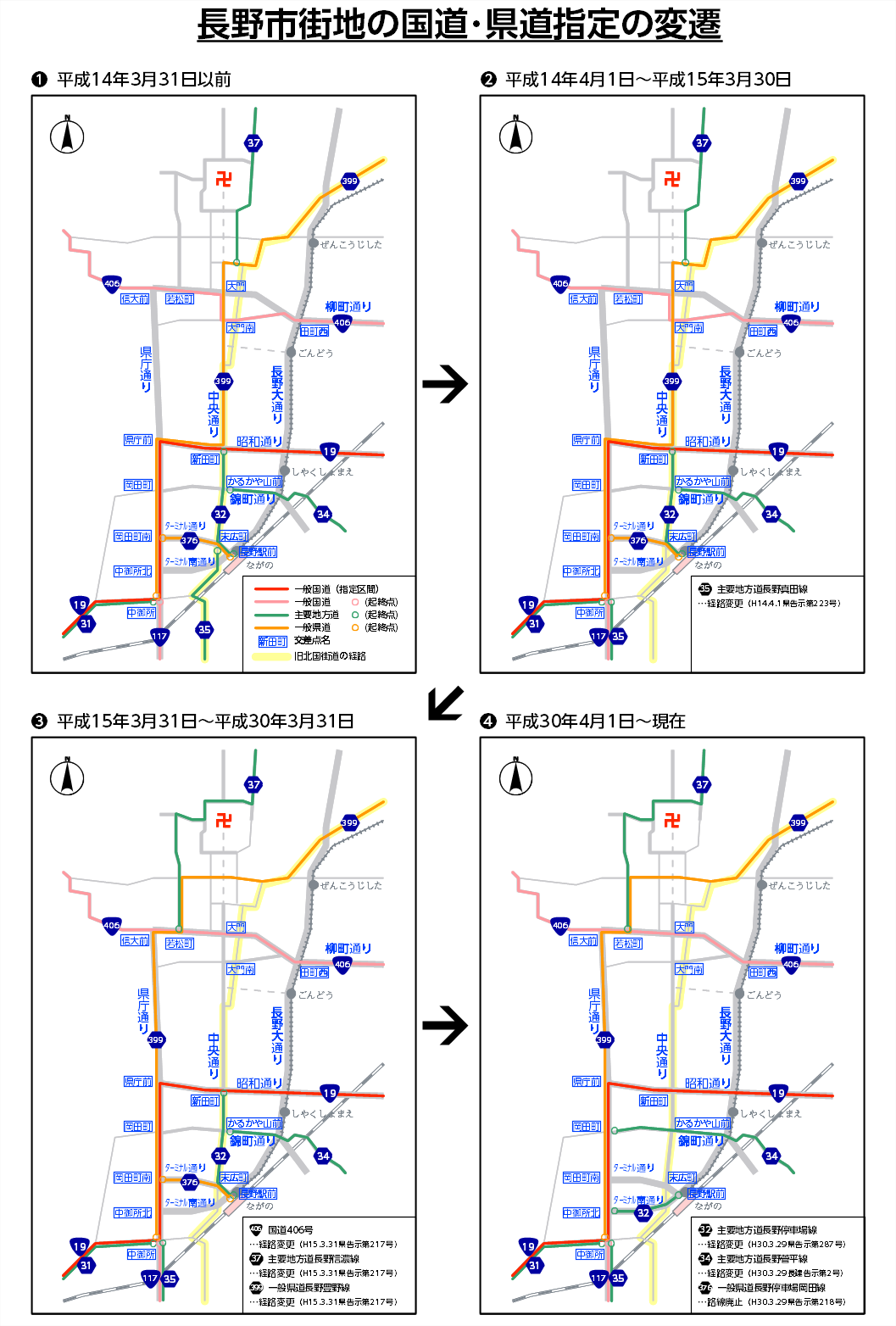
長野市街地の国道・県道指定の変遷

- 1955年（昭和30年）2月3日 - 長野菅平線の認定[5]。
- 1964年（昭和39年）12月28日 - 主要地方道へ指定[6]。
- 1993年（平成5年）5月11日 - 建設省から、県道長野菅平線が長野菅平線として主要地方道に再指定される[7]。
- 2018年（平成30年）4月1日 - 区域の変更。従来の起点（かるかや山前交差点）から西に延びていた長野市道山王かるかや線を編入する形で、458.3m延伸[2]。
- 2023年（令和5年）1月16日 - 落合橋北バイパス（L=544m）開通[8]。長野市大豆島の落合橋入口交差点付近でクランク状に右左折を繰り返す区間を短絡し、長野市街地方面 - 落合橋方面が直進できるようになる。

## 路線状況

### 別名
- 錦町通り（かるかや山前交差点・南千歳町交差点間）
- 七瀬通り（七瀬交差点・七瀬南部交差点間）
- 東通り（七瀬南部交差点・南部小学校北交差点間）

### 重複区間
- 長野県道58号長野須坂インター線（長野市鶴賀峰村・七瀬南部交差点 - 七瀬南部東交差点）
- 長野県道372号三才大豆島中御所線（長野市大豆島・旧大豆島バス停付近 - 落合橋入口交差点）
現道経由と新道（落合橋北バイパス）経由の2経路があり、いずれも重複区間となっている。

### 冬期通行止区間
- 長野市若穂保科持者 - 長野市・上田市境：5.4 km
  - 12月上旬 - 翌年4月下旬

この区間は通年大型車通行止となっている。

### 道路施設

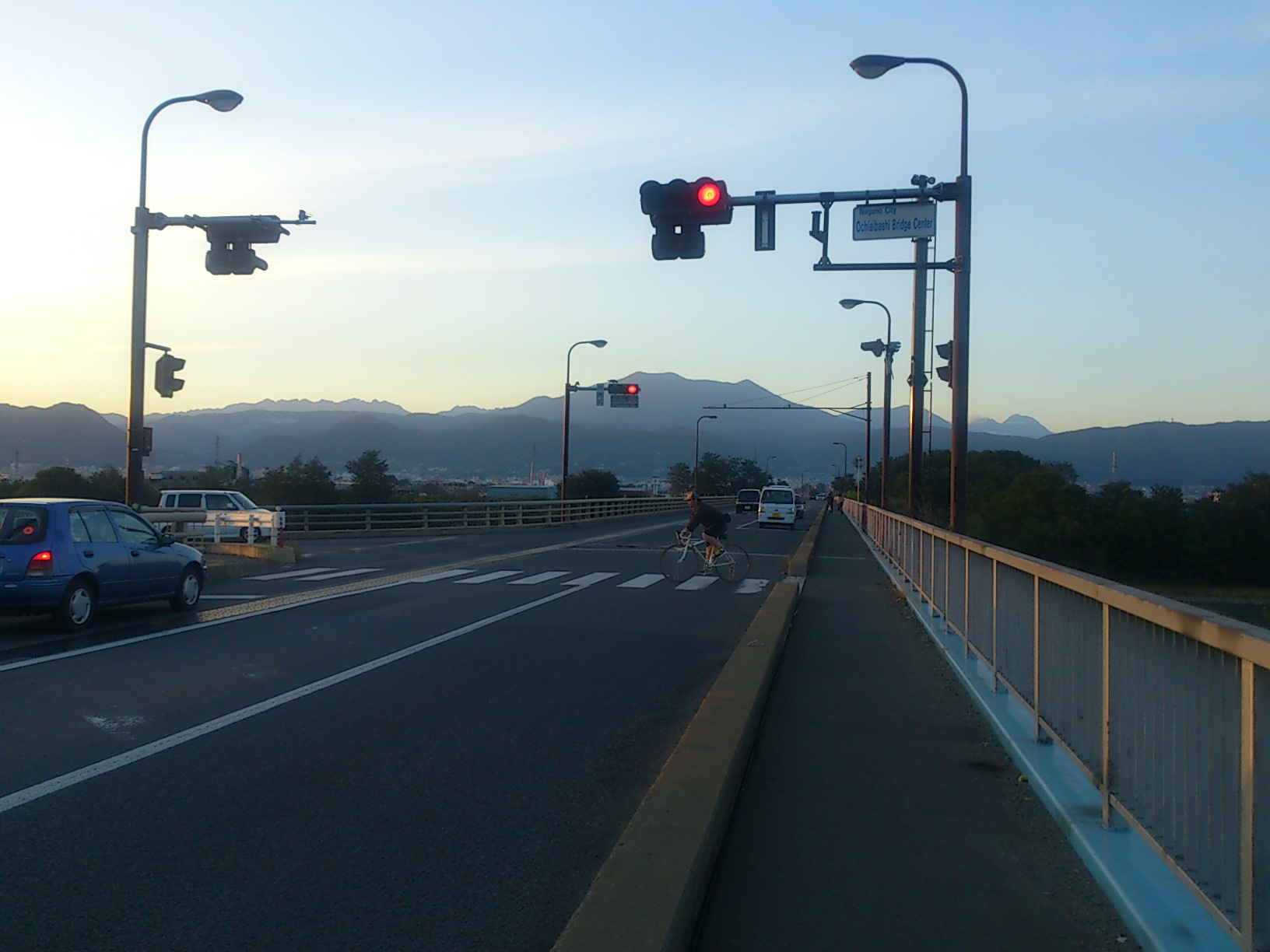
落合橋の途中にある落合橋中央交差点

- 落合橋（おちあいばし＝長野市大豆島 - 若穂牛島）
千曲川・犀川合流点に架かる橋梁。現在の橋は1966年（昭和41年）開通。2本の川をひとまたぎにする、長野県内で3番目に長い橋である（平成18年現在。完成当時は県内最長であった）。橋のほぼ中央で犀川右岸の堤防道路と接しており、橋の途中に信号交差点（落合橋中央交差点）がある。
  - 全長：948.3m
  - 幅員：12.5m

## 地理

### 通過する自治体
- 長野市
- 上田市

### 交差する道路

#### 長野市
- 岡田町交差点（岡田町＝起点）
  - 国道19号（県庁通り）
- かるかや山前交差点（北石堂町）
  - 長野市道（中央通り）
- 南千歳町交差点（南千歳二丁目）
  - 長野市道（長野大通り）
- 七瀬南部交差点（鶴賀七瀬）
  - 長野市道（東通り）
  - 長野県道58号長野須坂インター線
- 南部小学校北交差点（鶴賀七瀬）
  - 長野市道（東通り）
  - 長野市道（東口通り）
- 七瀬南部東交差点（鶴賀七瀬）
  - 長野市道（エムウェーブ大通り）
- 南俣交差点（稲葉南俣）
  - 国道18号（長野バイパス）
- 大豆島小学校入口交差点（大豆島）
  - 長野県道375号大豆島東和田線
- 旧大豆島バス停付近（大豆島地籍）
  - 長野県道372号三才大豆島中御所線（現道） - ここから重複区間
  - 落合橋北バイパス
- 五輪大橋北交差点（大豆島）
  - 五輪大橋有料道路（長野県道372号三才大豆島中御所線新道）
- 落合橋入口交差点（大豆島）
  - 長野県道372号三才大豆島中御所線 - ここまで重複区間
  - 落合橋北バイパス
- 落合橋南詰交差点（若穂牛島）
  - 長野県道377号牛島綿内停車場線
- 領家交差点（若穂川田）
  - 国道403号（谷街道）
- （若穂保科付近）
  - 長野県道378号小出綿内停車場線

##### 落合橋北バイパス
- 旧大豆島バス停付近（大豆島地籍＝バイパス起点）
  - 現道
  - 長野県道372号三才大豆島中御所線（現道） - ここから重複区間
- 落合橋入口交差点（大豆島＝バイパス終点）
  - 現道
  - 長野県道372号三才大豆島中御所線 - ここまで重複区間

#### 上田市
- 菅平交差点（菅平高原＝終点）
  - 国道406号（大笹街道）

### 沿線にある施設など
- 長野市立山王小学校
- 刈萱山西光寺（かるかや山）
- 長野電鉄市役所前駅
- 長野市立南部小学校
- 長野市役所 大豆島支所
- 長野市立大豆島小学校
- 長野市立保科小学校
- 清水寺（保科観音）
- 保科温泉
  - 国民宿舎永保荘
- 上田市立菅平小中学校
- 菅平高原
  - 菅平高原スキー場